# Staffan Stockenberg
Staffan Stockenberg, né le 14 septembre 1931 à Sundbyberg et mort le 20 mai 2019, est un joueur de tennis suédois.
Il est champion junior du tournoi de Wimbledon 1948 et 1949. Entre 1951 et 1956, il atteint six fois consécutivement le 3e tour du tournoi chez les séniors, stade qu'il atteint également à Roland-Garros en 1953.
Il est membre de l'équipe de Suède de Coupe Davis entre 1953 et 1956. Barré en simple par l'inamovible duo Lennart Bergelin/Sven Davidson, il n'a joué que deux matchs sans enjeu dans la compétition.